# Зорі назустріч
«Зорі назустріч» (рос. Заре навстречу) — радянський художній фільм 1959 року режисера Тетяни Лукашевич, за однойменним автобіографічним романом Вадима Кожевникова.

## Сюжет
Дія фільму розгортається в провінційному сибірському місті на тлі подій 1917 року. Герой фільму — хлопчик Тіма Сапожков, син політичних засланців, стає свідком або мимовільним учасником подій, що відбуваються. Його батьки — лікар Петро Сапожков і його дружина Варя, більшовики, що ведуть на засланні революційну пропаганду і агітацію. Після Лютневої революції вони тікають із заслання, але партія більшовиків, як і раніше, поза законом, їм загрожує арешт, і батьки ховаються залишивши синочка Тіму на піклування друзям. Прагнучи зловити батьків Тіми, охранка встановлює за дитиною стеження, і довірливий Тіма, сам того не відаючи, видає батьків-втікачів із заслання. Охранка заарештовує батьків Тіми, а хлопчика відправляють до сирітського притулку. Але Жовтнева революція відкриває двері в'язниці, батьки знаходять Тімку, щоб більше не розлучатися.

## У ролях
- Володимир Мазаєв —  Тіма Сапожков
- Юрій Яковлєв —  Петро Григорович Сапожков
- Тетяна Конюхова —  Варвара Миколаївна Сапожкова
- Євген Самойлов —  Георгій Семенович Савич
- Ірина Скобцева —  Софія Олександрівна Савич
- Олег Жаков —  Василь Павлович Рижиков
- Афанасій Кочетков —  Олексій Пилипович Кудров
- Станіслав Чекан —  Капелюхін
- Гаррі Дунц —  Ян Вітол
- Георгій Чорноволенко —  Осип Давидович Ізаксон
- Юлія Севела —  Есфір
- Іван Кузнецов —  Мустафа
- Олександр Лебедєв —  Никифоров
- Петро Савін —  Єгоров, солдат
- Борис Новиков —  маляр
- Олексій Жильцов —  Пічугін
- Андрій Тутишкін —  Грацианов
- Павло Шпрингфельд —  Авдєєв
- Валеріан Казанський —  Пантелій Золотарьов
- Юрій Леонідов —  син Золотарьова
- Георгій Георгіу —  Давісон
- Паша Борискин —  Тімка
- В'ячеслав Гостинський —  начальник контррозвідки
- Володимир Гуляєв —  Федір, засланець

## Знімальна група
- Режисер — Тетяна Лукашевич
- Сценарист — Олександр Антокольський
- Оператор — Семен Шейнін
- Композитор — Борис Чайковський
- Художник — Євген Черняєв